# Sibrandes Poppema
Sibrandes Poppema (geboren 24 juli 1949 in Emmen) is een Nederlands professor en academisch bestuurder. Hij was van 1 september 2008 tot 30 september 2018 voorzitter van het College van Bestuur van de Rijksuniversiteit Groningen. Per 1 oktober 2018 werd hij als voorzitter van het College van Bestuur opgevolgd door Jouke de Vries.

## Loopbaan
Van 1980 tot 1987 was Poppema werkzaam als klinisch wetenschapper op de afdeling pathologie van de Rijksuniversiteit Groningen. In 1985 werd hij de eerste J.K. de Cock Professor immunopathologie.
Poppema was van september 1999 tot en met 2008 aangesteld als decaan van de medische faculteit en vice-voorzitter van het Universitair Medisch Centrum Groningen. Daarvoor was hij voorzitter van de afdeling pathologie en laboratoriumgeneeskunde van het academisch ziekenhuis van de Universiteit van Alberta in Edmonton, Alberta. 
In 2008 trad hij toe tot het College van Bestuur van de RUG, als voorzitter. Tijdens het bestuur van Poppema verbeterde het studieresultaat van de bachelors; behaalde eerst slechts 50% het bachelordiploma binnen 4 jaar, nu is dat 75%., de Rijksuniversiteit Groningen werd de beste klassieke universiteit in Nederland volgens het studententevredenheidonderzoek, uitgevoerd door de "Keuzegids Universiteiten" en in de rangorde van de "Academic Ranking of World Universities" (ARWU) ook wel de Shanghairanking genoemd, steeg de universiteit van positie 112 naar positie 59 wereldwijd.
Vanaf september 2015 is Poppema vice-voorzitter van de Vereniging van Universiteiten (VSNU). Vanaf december 2015 is hij lid van de Raad van Bestuur van de Confucius Instituten.

## Yantai-schandaal
Het voorzitterschap van Poppema werd overschaduwd door discussies over zijn pogingen om een satelliet-campus van de RUG te stichten in de Chinese stad Yantai. Binnen de universiteit bestond hiertegen veel weerstand. Poppema moest zijn plannen voor de campus uiteindelijk intrekken, nadat er al miljoenen in de voorbereidingen waren gestoken. 

## Opleiding
Poppema behaalde zijn gymnasium B-diploma aan het Ubbo Emmius College in Stadskanaal in 1968 en studeerde Geneeskunde aan de Rijksuniversiteit Groningen van 1968 tot 1974. Hij is opgeleid als patholoog-anatoom en promoveerde op zijn onderzoek naar de immunopathologie van de ziekte van Hodgkin bij de afdeling pathologie van de Rijksuniversiteit Groningen (1975-1979). In 1978 werkte hij onder leiding van prof. Karl Lennert op de afdeling pathologie van de Christian Albrechts Universiteit in Kiel, Duitsland. Van 1979 tot 1980 was hij postdoc aan de afdeling pathologie van de Harvard Medical School in Boston, Massachusetts in de Verenigde Staten.

## Onderscheiding
Op 27 april 2007 heeft koningin Beatrix Poppema gedecoreerd als Ridder in de Orde van de Nederlandse Leeuw voor zijn wetenschappelijke prestaties. Poppema is lid van de Nederlandse Academie voor Technologie en Innovatie (ACTI). Sinds oktober 2011 is hij honorair consul in Noord-Nederland voor de Republiek Korea.

## Persoonlijk
Poppema is getrouwd en heeft 3 kinderen en 10 kleinkinderen.